# Riu Chowan
El riu Chowan és un riu d'aigües mortes format a la confluència del riu Blackwater de Virgínia i el riu Nottoway a prop de la frontera entre Virginia i Carolina del Nord. Segons el USGS una variant del nom és el Riu Choan.